# Национални парк Хортобађ
Национални парк Хортобађ (мађ. Hortobágyi Nemzeti Park) је национални парк и највећа пустара у Мађарској, једна од најпознатијих у Европи. Простире се на више од 800 km² и захвата степско подручје источне Мађарске између Тисе и Дебрецина. Сам парк део је Велике мађарске равнице, која је уједно највећа травната површина у Европи и највеће заштићено подручје у Мађарској. Хортобађ је 1999. године заштићен као светска културна баштина. Најпознатија знаменитост ове пустаре је „Мост са девет грла“, а такође постоји и мали музеј који води посетиоце у свакодневни живот пастира у овој пустари.

## Историја
Некада давно, хортобађска пустара била је густа шума, коју су касније посекли градитељи кућа и цркава. Пустара се формирала око 10.000 година. Река Тиса је својим честим поплавама овог подручја и повлачењем у корито сасвим спрала црницу, а оставила готово неплодну иловачу, помешану с песком. На том тлу расту само ниска трава, разне врсте корова и понеки жбун - растиње отпорно на дуге суше и снажан ветар који ретко престаје и пролази кроз девет лукова хортобађског вијадукта, туристичког симбола овога краја. За време владавине комунизма, Хортобађ је постао место где су мађарски Стаљинисти одводили своје политичке противнике на присилни рад. Овде је постојало 12 принудних радних логора. У периоду од 1950. до 1953. године Мађарска тајна полиција депортовала је око 10.000 људи из јужне Мађарске. Део пустаре, површине 115 km², проглашен је 1973. године првим националним парком Мађарске. Шест лета касније, Уједињене нације су Национални парк Хортобађ прогласиле природним резерватом Унеска, због дела биосфере по много чему јединственом у Европи. У њему се могу пронаћи 342 врста дивљих птица, а на пашњацима и у мочварама све врви од инсеката и богате флоре.

## Флора и фауна
Хортобађ је најпознатији по сивим говедима огромних рогова, древној врсти која успешно одолева суровим условима живота, поготово хладноћи. Осим ове врсте у овој пустари могу се видети биволи, полудивљи коњи, овце, мангулице, пси овчари расе пули и многе карактеристичне врсте птица, као на пример дропља. Ово подручје је значајно јер служи као место на које свраћају многе птице селице, на пример велика јата ждралова. Све у свему око 50.000 оваца, 9 000 говеда, 400 коња и 250 водених бивола има свој дом на овим отвореним равницама, a надгледа их више од 200 сточара који живе у околним селима.